# Бжозович, Войцех
Войцех Бжозович (пол. Wojciech Brzozowicz;  3 января 1945 — 5 января 2015) — польский актёр театра, кино и телевидения.

## Биография
Родился в Варшаве. Актёрское образование получил в Театральной академии им. А. Зельверовича в Варшаве, которую окончил в 1967 году. Дебютировал в театре в 1967. Актёр театров Современного и Национального в Варшаве. Выступал также в спектаклях польского «театра телевидения» с 1968 года.

## Избранная фильмография
- 1969 — Девичий заговор / Rzeczpospolita babska
- 1969 — Приключения канонира Доласа, или Как я развязал Вторую мировую войну / Jak rozpętałem drugą wojnę światową
- 1971 — Миллион за Лауру / Milion za Laurę
- 1972 — Нужно убить эту любовь / Trzeba zabić tę miłość
- 1978 — Что ты мне сделаешь, когда поймаешь / Co mi zrobisz jak mnie złapiesz
- 1978 — Жизнь, полная риска / Życie na gorąco (только в 5-й  серии)
- 1982 — Алиса / Alice
- 1987 — Баллада о Янушике / Ballada o Januszku (только во 2-й  серии)

## Признание
- 1977 — Заслуженный деятель культуры Польши.